# Giovanni Battista Guadagnini
Giovanni Battista Guadagnini (G.B. Guadagnini, Giambattista Guadagnini), parfois francisé en Jean-Baptiste Guadagnini, né le 23 juin 1711 à Bilegno in Val Tidone, une frazione de la commune de Borgonovo Val Tidone et mort le 18 septembre 1786 à Turin, est un luthier italien du XVIIIe siècle, considéré comme l'un des plus remarquables luthiers de l'histoire.

## Biographie
Giovanni Battista Guadagnini est né près de Plaisance, en Émilie-Romagne. Il a exercé son activité de 1729 environ jusqu'à sa mort, et son œuvre est divisée en quatre périodes principales nommées d'après les villes où il vécut, Plaisance, Milan, Parme et Turin. Les instruments de cette dernière période, sont généralement considérés comme ses chefs-d'œuvre.
Le père de Guadagnini, Lorenzo, son fils Giuseppe, et d'autres membres de la famille Guadagnini ont constitué une lignée de luthiers sur plusieurs générations.
Giovanni Battista Guadagnini est mort à Turin en 1786 à l’âge de 75 ans.

## Musiciens jouant ou ayant utilisé des Guadagnini
| Violonistes             | Date & lieu de fabrication | Nom de l'instrument | Commentaires | Référence |
| ----------------------- | -------------------------- | ------------------- | --- | --------- |
| Riccardo Brengola       | 1747, Plaisance            | « Contessa Crespi » | |           |
| Goran Končar (ru)       | 1753, Milan                |                     | |           |
| Adolph Brodsky          | 1751, Milan                | ex Brodsky          | |           |
| Amaury Coeytaux (zh)    | 1773                       |                     | |           |
| Zakhar Bron             | 1757, Milan                | « Alma Rosé »       | |           |
| Andrew Dawes (en)       | 1770, Parme                |                     | |           |
| Julia Fischer           | 1742,                      |                     | |           |
| Carl Flesch             |                            | ex Henri Vieuxtemps | |           |
| David Garrett           | 1772                       |                     | En décembre 2007, Garrett est tombé après un concert et a écrasé son Guadagnini acheté 4 ans plus tôt 1 million de dollars US : il a été réparé |           |
| David Greed             | 1757                       |                     | Propriété du Yorkshire Guadagini 1757 Syndicate                                                                                                 |           |
| Arthur Grumiaux         |                            | ex Grumiaux         | |           |
| Willy Hess              | 1740s                      |                     | |           |
| Joseph Joachim          | 1767, Parme                | ex Joachim          | |           |
| Ida Kavafian            | 1751                       |                     | |           |
| Mark Lubotsky           | 1728                       |                     | |           |
| Ludwig Mueller          | 1744                       |                     | |           |
| David Kim               | 1757                       |                     | En prêt du Philadelphia Orchestra |           |
| Mikhail Kopelman        | 1773                       |                     | |           |
| Jan Kubelik             | 1750                       | ex Kubelik          | |           |
| Pekka Kuusisto          | 1752                       |                     | |           |
| Tasmin Little           | 1757                       |                     | |           |
| Haldon Martinson        | 1750                       |                     | Utilisé par le Boston Symphony Orchestra |           |
| Viktoria Mullova        | 1750                       |                     | |           |
| Maud Powell             | 1775, Turin                |                     | Maintenant au Henry Ford Museum, Dearborn, Michigan                                                                                             |           |
| Alma Rosé               | 1757, Milan                | « Alma Rosé »       | |           |
| Linda Rosenthal         | 1772, Turin                |                     | |           |
| Leon Sametini           |                            | ex Sametini         | |           |
| Yvonne Smeulers         | 1785                       |                     | |           |
| Lara St. John           | 1779                       | Salabue             | Appelé « Résurrection » |           |
| Stephanie Sant’Ambrogio | 1757                       |                     | |           |
| Diana Tishchenko        | 1754                       |                     | |           |
| Vanessa-Mae             | 1761                       | « Gizmo »           | |           |
| Henri Vieuxtemps        |                            | ex Henri Vieuxtemps | |           |
| Henryk Wieniawski       | 1750                       | ex Wieniawski       | |           |
| Pablo Valetti (de)      | 1758                       |                     | |           |
| Eugène Ysaÿe            | 1754                       | ex Eugène Ysaÿe     | |           |

Violoncellistes
- Julius Berger joue sur l’ex Davidoff, Guadagnini de 1780 ;
- Han-na Chang (en) joue sur un Guadagnini de 1757 ;
- Natalie Clein joue sur le Simpson, Guadagnini de 1777[38] ;
- Sol Gabetta joue sur un G. B. Guadagnini de 1759 ;
- David Geringas joue sur un violoncelle de G. B. Guadagnini fait à Turin en 1761[39] ;
- Maxine Neuman joue sur un Guadagnini de 1772[40] ;
- Gilberto Munguia joue sur un G.B. Guadagnini de 1748.